# Parc national de Dakhla

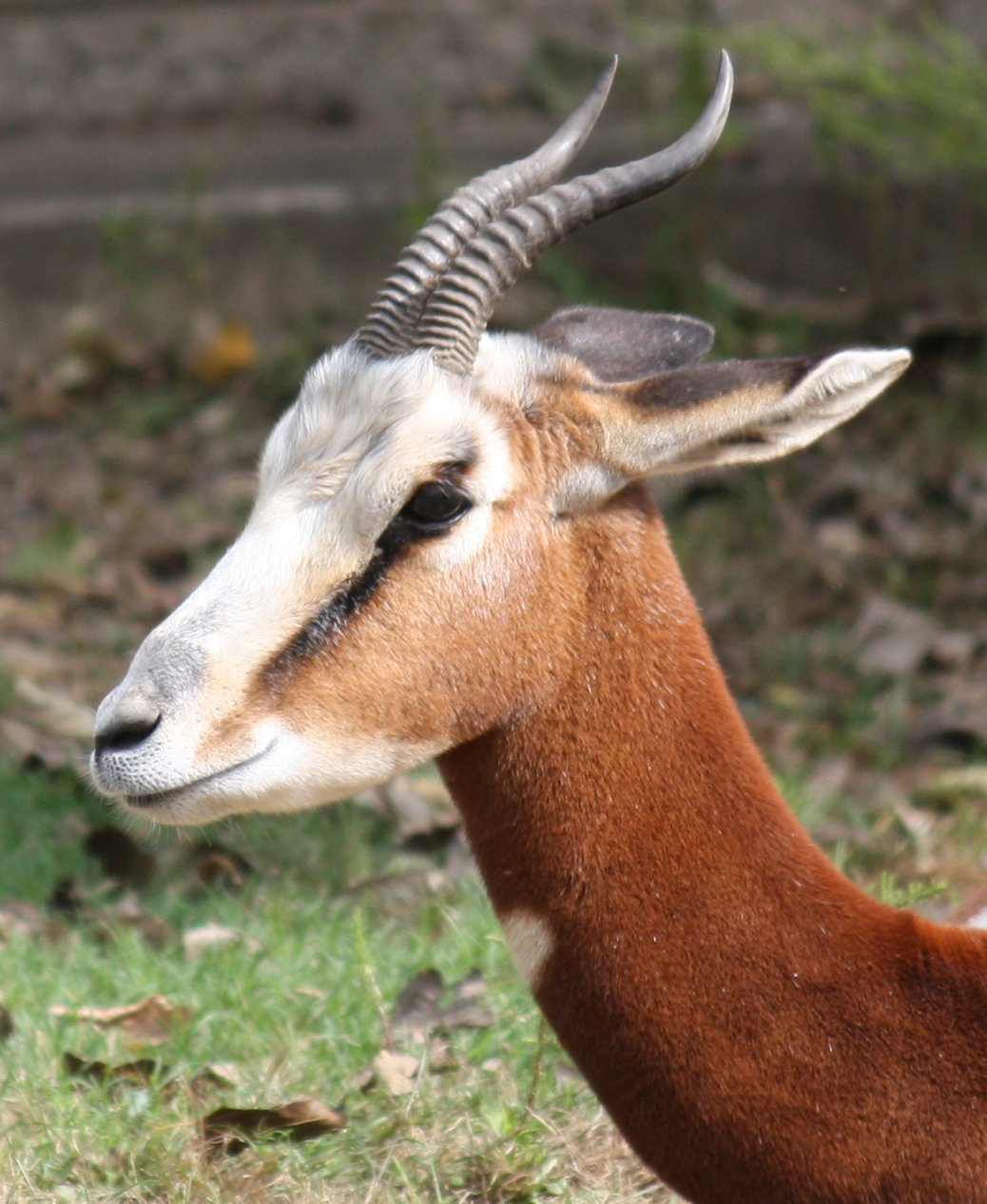
Une gazelle de Mhorr

Le parc national de Dakhla (en berbère : ⴰⴼⵔⴰⴳ ⴰⵏⴰⵎⵓⵔ ⵏ ⵅⵏⵉⴼⵉⵙ) est un projet de parc national du Maroc initié en 2014 situé au Maroc. Il possèderait une surface de 14,160 km2. Le parc est inscrit sur la liste indicative du Maroc au patrimoine mondial de l'Unesco. La baie de Dakhla, située dans le projet de parc, est reconnue site Ramsar depuis 2005. Le parc est un refuge pour la gazelle de Mhorr.